# Orlando Pantoja
Orlando Pantoja Tamayo, «Olo» o «Antonio» (n. en 1933 en Maffo, Contramaestre, Cuba; m. 8 de octubre de 1967 en Quebrada del Yuro, Bolivia) fue un guerrillero y militar cubano que luchó a las órdenes del Che Guevara en la Revolución cubana y Bolivia donde murió en combate. Alcanzó el grado de capitán del ejército cubano.

## Biografía

### Revolución cubana
Orlando Pantoja nació en Maffo, poblado ubicado en las estribaciones de Sierra Maestra, entre Bayamo y Santiago de Cuba. Integrante de una familia pobre y huérfano de padre debió abandonar la escuela a los 11 años y comenzar a trabajar.
Miembro del Partido Ortodoxo comenzó a actuar contra la dictadura de Fulgencio Batista (1952-1958) cuatro meses después del golpe de Estado, cuando contaba con 19 años. Una vez fundado el Movimiento 26 de Julio, el 12 de junio de 1955, se integró y comenzó a actuar en las operaciones clandestinas, debido a los cual fue detenido varias veces. El 21 de octubre de 1957 fue enviado por el M-26-7 a Sierra Maestra para unirse al Ejército Rebelde, integrando la Columna 4 y luego la Columna 8 Ciro Redondo, que comandaba Ernesto Guevara. 
Resultó herido en la batalla de Fomento.
Luego del triunfo de la revolución fue designado Jefe del Regimiento 3 de Las Villas. En 1963 fue puesto a cargo del recién creado Departamento de Vigilancia de Puertos y Costas.

### Después revolución
El capitán Orlando Pantoja Tamayo “Olo”, jefe del Departamento MOE
El 5 de marzo de 1963 se crea el Dpto. de Vigilancia de Puertos y Costas, nombrándose como responsable al capitán Orlando Pantoja Tamayo. Las Tropas Guardafronteras se crean como una necesidad objetiva, a causa de la actividad de grupos contrarrevolucionarios, la infiltración de agentes y los ataques de lanchas piratas.

### Bolivia y muerte
Luego de la fallida experiencia del Congo, el Che Guevara organizó un foco guerrillero en Bolivia, donde instaló a partir del 3 de noviembre de 1967, en una zona montañosa cercana a la ciudad de Santa Cruz, en una área que atraviesa el río estacional Ñancahuazú, afluente del importante río Grande.
A mediados del año 1966 el Che había enviado Bolivia a dos de sus hombres de confianza, Harry Villegas («Pombo») y Carlos Coello («Tuma»), donde ya se encontraba José María Martínez Tamayo («Papi»), organizando los contactos y analizando la situación. Luego se sumarían otros hombres, entre ellos Orlando Pantoja Tamayo («Olo»), que tomó el nombre de guerra de «Antonio».
El grupo guerrillero tomó el nombre de Ejército de Liberación Nacional (ELN) de Bolivia con secciones de apoyo en Argentina, Chile y Perú. Los enfrentamientos armados comenzaron el 23 de marzo de 1967.
El 8 de octubre los restos del grupo guerrillero comenzó a ser perseguido por el ejército boliviano en la Quebrada del Yuro. Guevara separó a sus hombres en dos grupos para dar oportunidad a los enfermos de que avanzaran. Orlando Pantoja permaneció en el grupo que intentó confrontar con las tropas bolivianas, muriendo en combate. El Che Guevara fue herido en ese combate y fusilado clandestinamente al día siguiente. Los cinco hombres que integraban el otro grupo finalmente pudieron escapar.
Pantoja fue enterrado clandestinamente. En 1997 se encontraron sus restos enterrados en la misma fosa común con el Che Guevara y otros cinco guerrilleros: Alberto Fernández Montes de Oca (Pacho), René Martínez Tamayo (Arturo), Aniceto Reinaga (Aniceto), Simeón Cuba (Willy) y Juan Pablo Chang (El Chino). Actualmente reposan en el Memorial al Che Guevara en Santa Clara (Cuba).